# Ctimene placens
Ctimene placens là một loài bướm đêm trong họ Geometridae.